# Кишог (станция)
Кишог — строящаяся железнодорожная станция, которая будет обеспечивать транспортной связью новый одноимённый строящийся жилой район в Дублине.
| Предыдущая станция | Iarnród Éireann | Iarnród Éireann                         | Iarnród Éireann | Следующая станция   |
| ------------------ | --------------- | --------------------------------------- | --------------- | ------------------- |
|                    |                 | С 2012 года                             |                 |                     |
| Адамстаун          |                 | Commuter Юго-западная пригородная линия |                 | Клондалкин/Фонтхилл |
|                    |                 |                                         |                 |                     |
|                    |                 | В будущем                               |                 |                     |
| Адамстаун          |                 | DART Линия 2                            |                 | Клондалкин/Фонтхилл |